# Kenneth Vanbilsen
Kenneth Vanbilsen (Herck-la-Ville, 1 de junio de 1990) es un ciclista belga que fue profesional entre 2012 y 2022.

## Palmarés
2012
- Tour de Flandes sub-23

2014
- Gran Premio Ciclista la Marsellesa

2019
- Dwars door het Hageland[2]

## Resultados en Grandes Vueltas
| Carrera | Carrera         | 2012 | 2013 | 2014 | 2015  | 2016 | 2017  | 2018  | 2019 | 2020 | 2021 | 2022 |
| ------- | --------------- | ---- | ---- | ---- | ----- | ---- | ----- | ----- | ---- | ---- | ---- | ---- |
|         | Giro de Italia  | —    | —    | —    | —     | —    | —     | —     | —    | —    | —    | —    |
|         | Tour de Francia | —    | —    | —    | 158.º | —    | —     | —     | —    | —    | —    | —    |
|         | Vuelta a España | —    | —    | —    | —     | Ab.  | 146.º | 137.º | —    | —    | —    | —    |

—: no participa

Ab.: abandono